# Port Moresby
Port Moresby (Tok Pisin: Pot Mosbi) ist die Hauptstadt Papua-Neuguineas. Als eine der wenigen Metropolen Ozeaniens hat die Stadt eine Einwohnerzahl von mehr als 360.000 Einwohnern erreicht (Stand 2011), wobei illegale Elendssiedlungen um die Stadt herum nicht mitgerechnet wurden.

## Lage
Die Hafenstadt Port Moresby befindet sich im südöstlichen Teil der Insel Neuguinea an der Südküste der Korallensee. Die Stadt befindet sich an einer windgeschützten Bucht und wurde somit zu einem bevorzugten Ankerplatz für die Schifffahrt. Port Moresby ist keiner der 19 Provinzen Papua-Neuguineas zugehörig, sondern hat als National Capital District (deutsch Nationaler Hauptstadtdistrikt) einen eigenen Verwaltungsstatus.

## Klima
Die klimatischen Bedingungen der Stadt Port Moresby werden durch ihre geographische Lage in der äquatornahen Zone der Tropen und der Topographie des Hinterlandes beeinflusst; die Stadt liegt „im Schatten“ des Owen-Stanley-Gebirges. Die beiden Windsysteme Passat und Monsun fördern große Wassermengen nach Papua-Neuguinea; sie bewirken Niederschlagsmengen von bis über 5000 mm im Zentrum der Insel Neuguinea. Dort regnen sich die Wolken ab, sodass Port Moresby mit einer jährlichen Niederschlagsmenge von 1250 mm für die Region Papua-Neuguinea relativ trocken ist. Die Luftfeuchtigkeit liegt im Allgemeinen zwischen 70 und 85 %.
Das Wetter wird durch zwei vorherrschende Windströmungen bestimmt: der Südostpassat bläst von Mai bis Oktober und der Nordwestmonsun etwa von Dezember bis März. Für die Tropen typische Zyklone und Hurrikane treten in dieser Gegend relativ selten auf, Gewitterstürme sind in den Bergen häufig. Die bergige Lage schützt den Hafen auch vor den schweren Stürmen, welche die westliche Küstenregionen heimsuchen.
|                       | Jan  | Feb  | Mär  | Apr  | Mai  | Jun  | Jul  | Aug  | Sep  | Okt  | Nov  | Dez  |   |      |
| Mittl. Tagesmax. (°C) | 31,8 | 31,5 | 31,4 | 31,0 | 30,8 | 30,1 | 29,7 | 29,9 | 30,4 | 31,3 | 32,1 | 32,2 | ⌀ | 31   |
| Mittl. Tagesmin. (°C) | 23,1 | 23,0 | 22,9 | 22,7 | 22,8 | 22,1 | 21,7 | 22,0 | 22,3 | 22,8 | 22,8 | 23,1 | ⌀ | 22,6 |
|                       |      |      |      |      |      |      |      |      |      |      |      |      |   |      |
| Niederschlag (mm)     | 184  | 193  | 212  | 137  | 72   | 48   | 26   | 31   | 33   | 37   | 67   | 130  | Σ | 1170 |
|                       |      |      |      |      |      |      |      |      |      |      |      |      |   |      |
| Sonnenstunden (h/d)   | 5,9  | 5,6  | 5,9  | 6,7  | 6,8  | 6,7  | 6,5  | 7,2  | 7,1  | 7,5  | 8,1  | 7,0  | ⌀ | 6,8  |
|                       |      |      |      |      |      |      |      |      |      |      |      |      |   |      |
| Regentage (d)         | 15   | 14   | 14   | 10   | 8    | 4    | 4    | 3    | 4    | 4    | 6    | 9    | Σ | 95   |
|                       |      |      |      |      |      |      |      |      |      |      |      |      |   |      |
| Wassertemperatur (°C) | 29   | 29   | 29   | 29   | 28   | 27   | 26   | 26   | 27   | 28   | 28   | 29   | ⌀ | 27,9 |
|                       |      |      |      |      |      |      |      |      |      |      |      |      |   |      |
| Luftfeuchtigkeit (%)  | 79   | 81   | 81   | 82   | 81   | 79   | 77   | 76   | 76   | 76   | 75   | 77   | ⌀ | 78,3 |

| 23,1 |

| 23,0 |

| 22,9 |

| 22,7 |

| 22,8 |

| 22,1 |

| 21,7 |

| 22,0 |

| 22,3 |

| 22,8 |

| 22,8 |

| 23,1 |

| 23,1 |

| 23,0 |

| 22,9 |

| 22,7 |

| 22,8 |

| 22,1 |

| 21,7 |

| 22,0 |

| 22,3 |

| 22,8 |

| 22,8 |

| 23,1 |

## Stadtgliederung und Urbanisierung
Die ursprüngliche Stadtsiedlung entstand auf einer schmalen, bergigen Landzunge an der Küste. Sie reichte landeinwärts bis zum Berg Tuabuga Hill und grenzte im Norden an das Hafenviertel. Alle Regierungs- und Verwaltungsgebäude sowie die Wohnhäuser der europäischen Zuwanderer und der australischen Verwaltungsbeamten konzentrierten sich zunächst in diesem Areal. Die Einheimischen wohnten mehrheitlich in einfachen Behausungen in den ländlichen Vororten jenseits des Berges. Seit der Unabhängigkeit begann die Stadt durch Zuzug aus den Landgemeinden enorm zu wachsen. Die Regierung verfügte die Bildung des National Capital District, dieser ist 240 km² groß und besitzt einen Sonderstatus. Die ersten Vorstadt-Siedlungen entstanden am Hubert Murray Highway, der Hauptstraße zum Flugplatz und erhielten als (provisorische) Ortsnamen die Entfernungsangaben zum Stadtzentrum – „Three Mile“, „Four Mile“ und „Six Mile“. Fortwährend entstanden neue Siedlungen und angrenzende Dörfer wurden eingemeindet. Auch die Regierungsbehörden und die Stadtverwaltung benötigten Erweiterungsbauten, Gewerbebetriebe, Einkaufszentren und ein Diplomatenviertel. Sportanlagen und die Universität verteilen sich über das gesamte Stadtgebiet. Die neuen Stadtteile tragen die Namen: Badili, Boroko, Erima, Gabutu, Gerehu, Gordons, Gordons North, Hohola, Hohola North, Kaevaga, Kaugere, Kila, Koki, Konedobu, Korobosea, Matirogo, Morata, Newtown, Sabama, Saraga, Tokarara und Waigani.

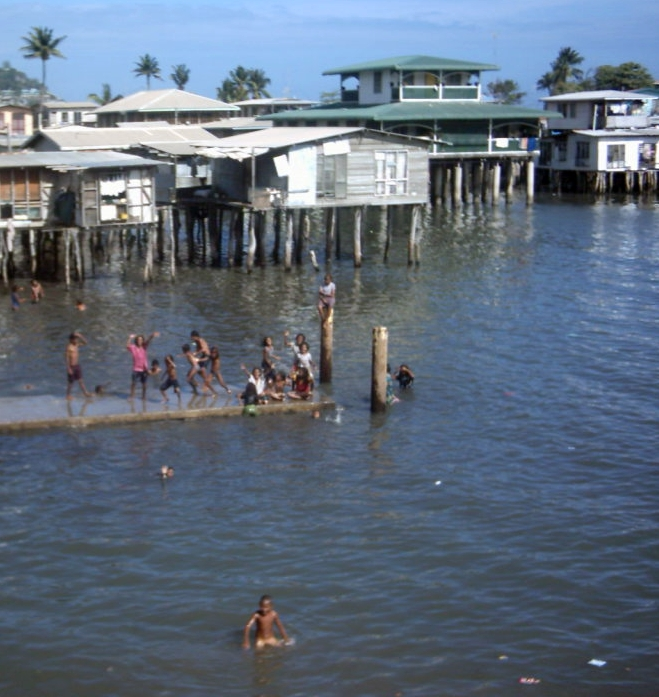
Im Stadtteil Koki
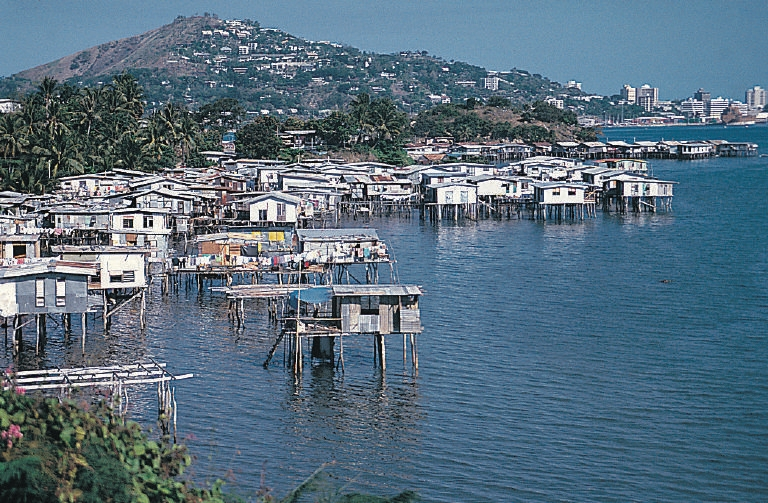
Armenviertel Hanuabada
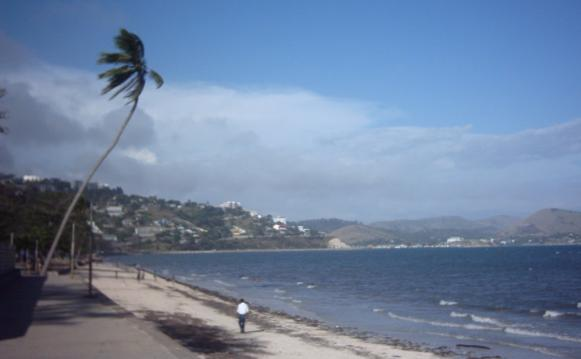
Der Strand „Ela Beach“

## Geschichte
Das indigene Volk der Motu lebt seit etwa 2000 Jahren in der Gegend um Port Moresby.
Der britische Forscher John Moresby erkannte 1873 den Vorteil, den die hiesige Hafenbucht bot. Als Großbritannien das Land 1884 zum Protektorat Britisch-Neuguinea erklärte (British New Guinea), wurde der nach John Moresby benannte Ort Hauptstadt des Landes.
Im Jahr 1889 wurde das römisch-katholische Apostolisches Vikariat Neuguinea errichtet, aus dem das Erzbistum Port Moresby hervorging. Es besteht unter dieser Bezeichnung seit 1966. Hauptkirche ist St. Mary’s Cathedral.
Eine japanische Eroberung wurde 1942 in der Schlacht im Korallenmeer von den Alliierten verhindert.
Im November 2018 fand in der Stadt der Gipfel der Wirtschaftsgemeinschaft Apec statt. Anlässlich dieses Ereignisses kamen die Kreuzfahrtschiffe Pacific Jewel und Pacific Explorer sowie das amerikanische Kriegsschiff Green Bay in den Hafen der Stadt und besuchte erstmals ein chinesischer Staatschef Papua-Neuguinea.

## Soziale Probleme
Infolge großer Landflucht hat sich die Bevölkerung Port Moresbys in den letzten zwanzig Jahren verdoppelt und viele illegale Siedlungen sind entstanden. Im Jahr 1971 hatte die Stadt erst 80.000 Einwohner. Fortschritt und Reichtum der Stadt reizen viele junge Landbewohner, hier ihr Glück zu suchen. Mit dem rapiden Wachstum ging eine sehr hohe Kriminalitätsrate einher, und auch die Korruption der Polizei ist ein großes Problem. Nach einer Reihe äußerst brutaler Verbrechen und Kämpfen zwischen Mitgliedern verschiedener Stämme in einem Vorstadt-Slum, der Tete-Siedlung, forderte der Polizeipräsident der Stadt im Jahr 2003 die sofortige Räumung des Slums und das Zurückschicken junger Arbeitsloser in ihre Heimatdörfer.
Nach einem Ranking der Economist Intelligence Unit aus dem Jahr 2018 rangiert Port Moresby in Bezug auf die Lebensqualität unter den 140 untersuchten Städten weltweit auf Platz 136.

## Bildung und Forschung

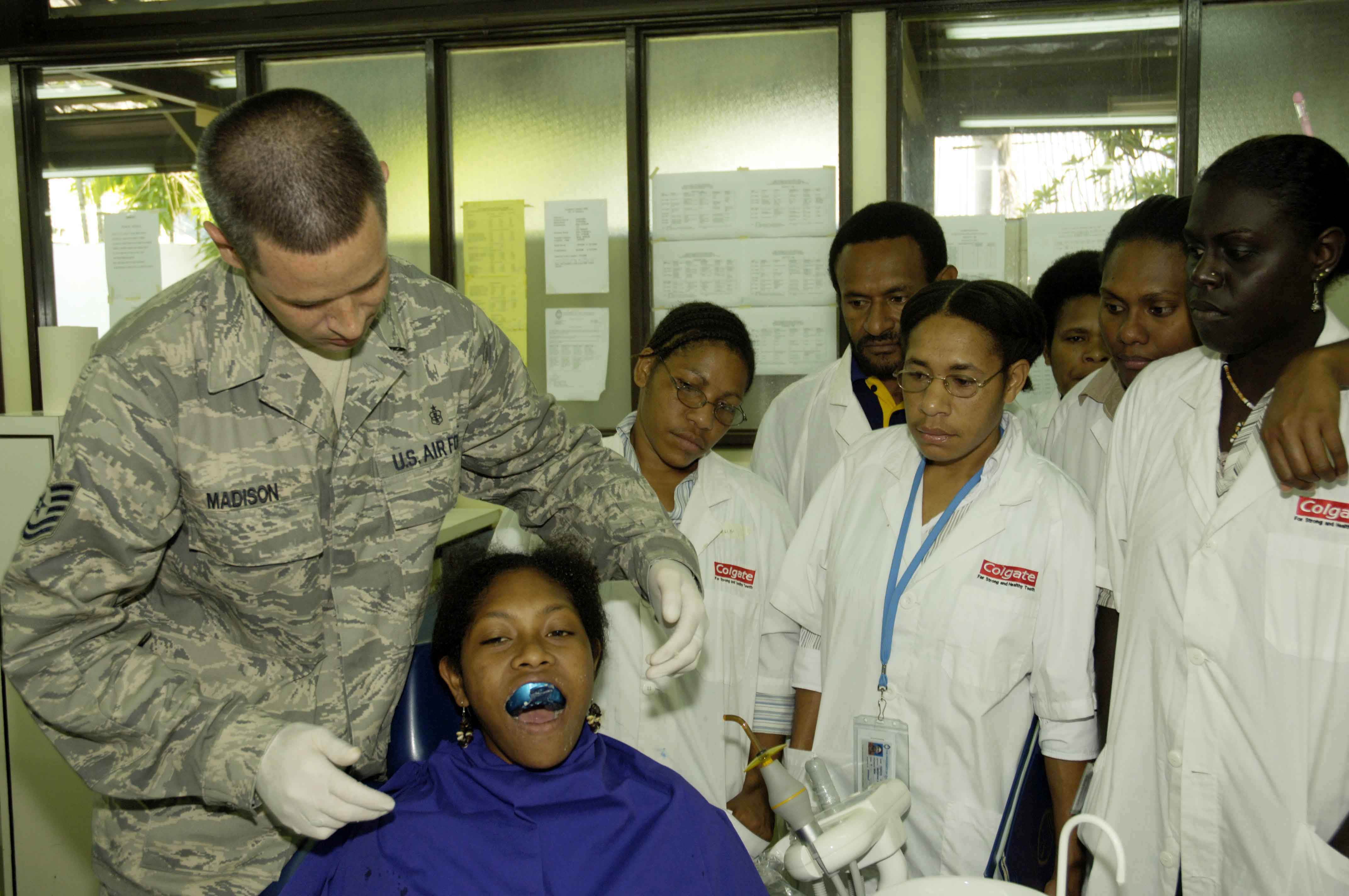
Ausbildung von Zahnärzten auf einem Lazarettschiff der US-Pazifik-Flotte

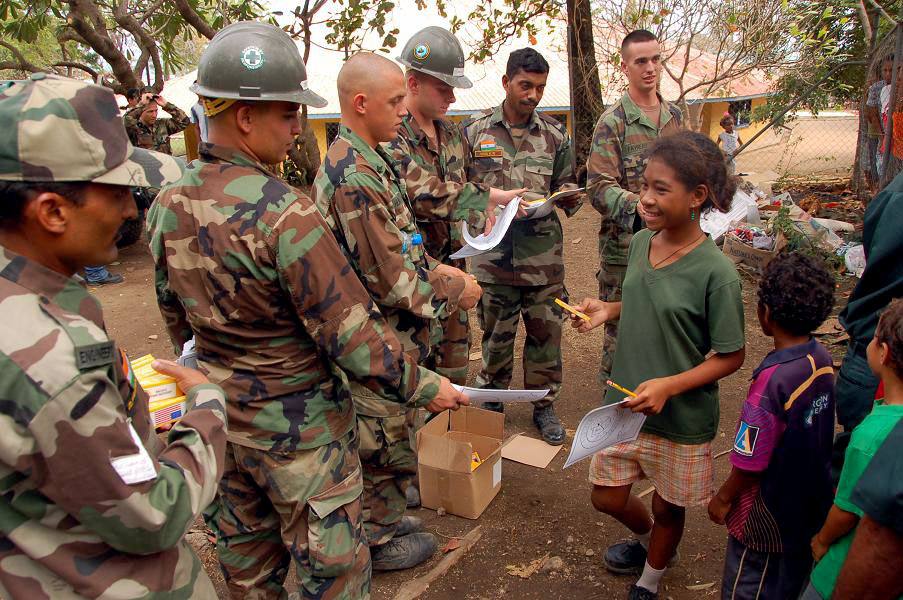
In Port Moresby stationierte internationale Marineeinheiten unterstützen die Bildungsinitiativen der Regierung

Ein großer Teil der Landbevölkerung ist nicht alphabetisiert; dies gilt insbesondere für Frauen. Die Schulen der Hauptstadt sind traditionell in kirchlicher Trägerschaft. Das Schulsystem ist an das englische Bildungssystem angeglichen; es gibt Privatschulen und öffentliche Schulen.
Die University of Papua New Guinea (UPNG) wurde 1965 gegründet und gehört zum Kreis der Commonwealth Universities. Sie ist die höchstrangige Bildungseinrichtung in Papua-Neuguinea und die erste Universität in Ozeanien. Sie befindet sich am nördlichen Stadtrand von Port Moresby. Gegenwärtig besuchen etwa 15.000 Studenten die Bildungseinrichtung; sie besitzt 13 Fakultäten und Institute.
Eine wichtige Unterstützung erfahren die medizinischen Bildungseinrichtungen durch im Hafen stationierte internationale Marineeinheiten. So befindet sich in Port Moresby regelmäßig ein Lazarettschiff der amerikanischen Pazifikflotte, welches an Bord die Aus- und Weiterbildung der einheimischen Ärzte und Krankenpfleger an moderner Technik ermöglicht.
Es bestehen in der Stadt weitere nationale und internationale Forschungsinstitute. Zu diesen zählt das NRI (National Research Institute of Papua-Neuguinea). Es entstand 1961 als Außenstelle der Australian National University und beschäftigt sich schwerpunktmäßig mit Fragen zur wirtschaftlichen, politischen und sozialen Entwicklung des Landes.

## Wirtschaft
In der Hauptstadt befindet sich unter anderem die einzige Wertpapierbörse des Landes – die auch nach ihr benannt ist. Die Port Moresby Stock Exchange besteht hier seit 1999.

## Bauwerke
- Sir John Guise Stadium

## Verkehrsanbindung

### Straßenverbindungen
Port Moresby ist Landeshauptstadt und Verwaltungszentrum der Central-Provinz. Das Straßennetz innerhalb der Provinz ist relativ gut ausgebaut. Innerhalb des Stadtgebietes gibt es ein Busliniennetz; Taxis und private Autovermieter bieten ihre Dienste an. Von der Landbevölkerung werden die als PMV (Public Motor Vehicles) bezeichneten Kleinlastwagen bevorzugt.
Die Topographie und das tropische Klima des Landes verhindern den Bau von Verbindungsstraßen und Bahnlinien zu den Städten jenseits der zentralen Hochgebirge.

### Luftverkehr

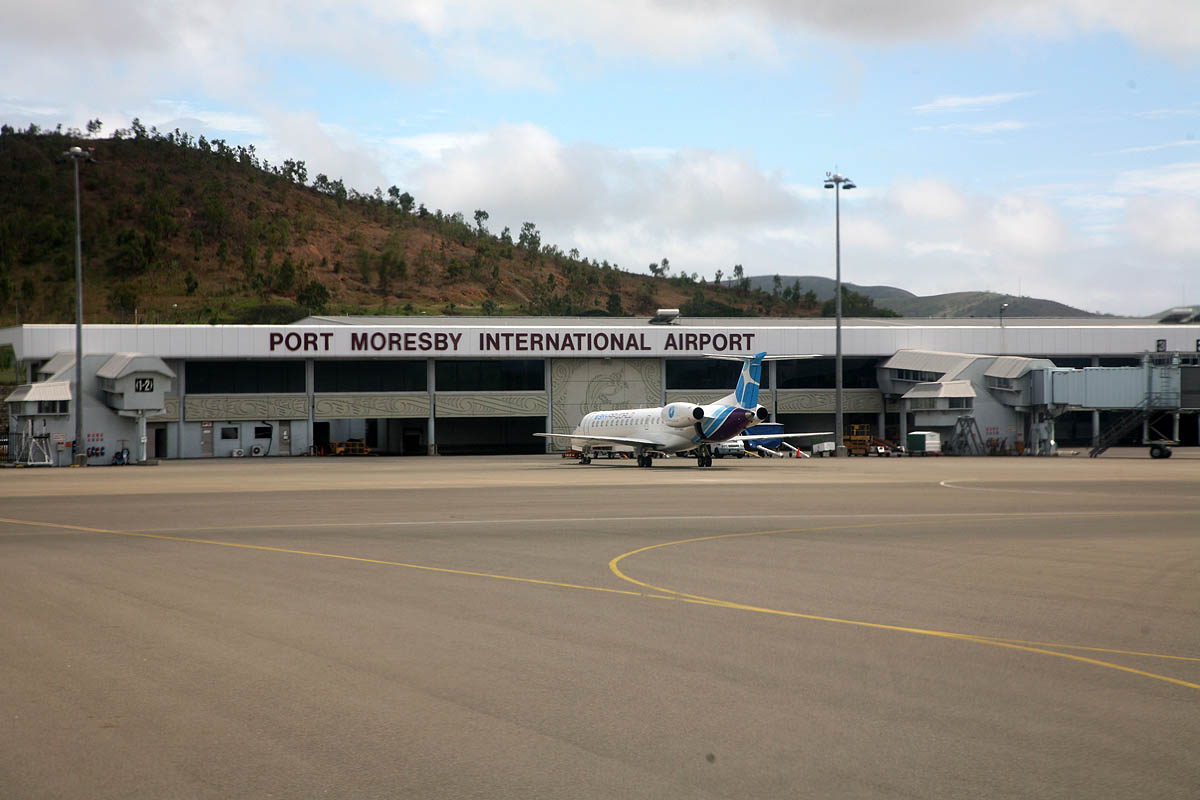
Jacksons International Airport

Bereits in den 1930er Jahren entstand im australisch verwalteten Teil ein dichtes Netz von Fluglinien mit Kleinflugzeugen. Während der Kämpfe des Zweiten Weltkrieges entstanden auf allen größeren Inseln Militärflugplätze, die zum Teil noch heute genutzt werden können. Sie ermöglichten in den 1970er Jahren das rasche Vordringen der ausländischen Bergbaugesellschaften selbst in entlegenste Bergregionen und waren dennoch rentabel. Schon in den 1950er Jahren bildeten sich mehrere Fluggesellschaften heraus, die inzwischen mit dem Transport von Touristen ihre Haupteinnahmen erwirtschaften. Die Air Niugini ist die größte Fluggesellschaft des Landes und arbeitet mit der australischen Qantas Airways zusammen. Weitere private Fluggesellschaften sind Bougair, Douglas Airways, Panga Airways und Talair. Der wichtigste Flugplatz des Landes ist der Jacksons International Airport.

### Schifffahrt

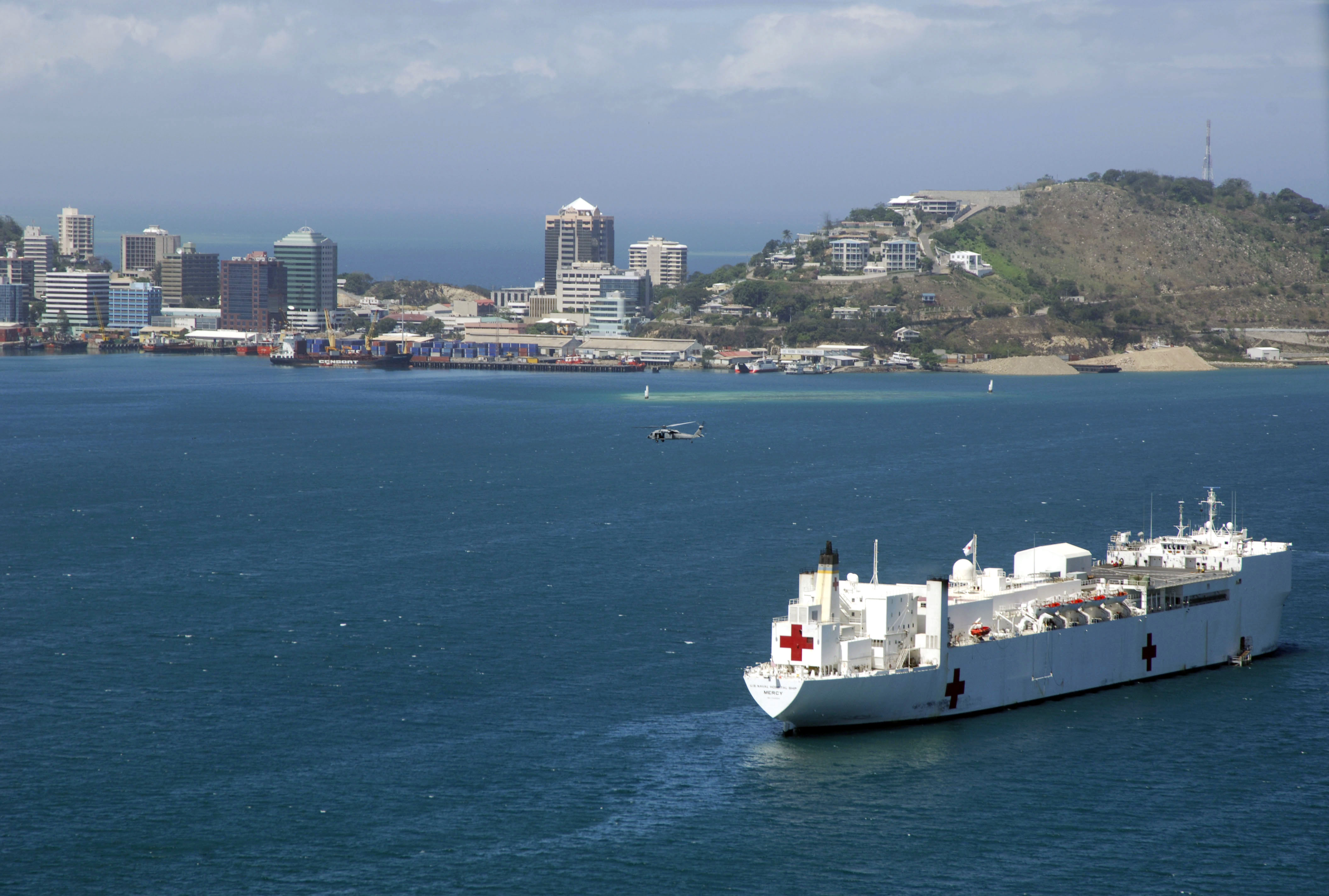
Blick zum Handelshafen mit dem Container-Terminal

Der Hafen von Port Moresby entstand bereits um 1890. Er besteht aus vier Zonen, besitzt ein modernes Container-Terminal zur Versorgung des Landes mit Wirtschaftsgütern und ist auch Ankerplatz für die Touristenschiffe. In der zweiten Zone verkehren die sogenannten Napa-Napa-Fähren. In der dritten Zone befindet sich der Yachthafen, und nördlich folgt noch in einem gesperrten Teil des Hafens die vierte Zone, der Marinestützpunkt. Die Marine übernimmt hier die Funktion der Küstenwache.
Die flachen, küstennahen Gewässer der Stadt werden von Korallenriffen durchzogen, welche die Schifffahrt beträchtlich erschweren. Ein weiteres bekanntes Hindernis in Hafennähe ist das Wrack des australischen Frachters Mac Dhui, der am 8. Juni 1942 bei einem Gefecht vor der Hafeneinfahrt von den Japanern versenkt wurde.

### Fuß- und Wanderwege
Der Kokoda Track, den die Einheimischen schon lange nutzen, um von Port Moresby nach Norden zu gelangen, ist heute bei Abenteuertouristen eine der größten Attraktionen des Landes.

## Städtepartnerschaften
Port Moresby unterhält mit folgenden Städten Partnerschaften (in Klammern das Jahr der Etablierung):
 Jinan, Provinz Shandong in der Volksrepublik China (1988)
 Townsville in Queensland, Australien (1983)
 Suva auf Viti Levu, Fidschi (1993)
 Palm Desert in Kalifornien, USA
Städtefreundschaft:
 Jayapura, Provinz Papua in Indonesien

## Persönlichkeiten
- Nicole Angat (* 1982), Tennisspielerin
- Betty Burua (* 1986), Leichtathletin
- Assad Vala (* 1987), Cricketspieler
- Chad Soper (* 1991), Cricketspieler
- Charles Amini (* 1992), Cricketspieler
- Lega Siaka (* 1992), Cricketspieler
- Abigail Tere-Apisah (* 1992), Tennisspielerin
- Norman Vanua (* 1993), Cricketspieler
- Lynette Vai (* 1998), Squashspielerin
- Violet Apisah (* 2000), Tennisspielerin
- Patricia Apisah (* 2001), Tennisspielerin